# Kamagasaki
Kamagasaki (jap. 釜ヶ崎) ist der inoffizielle, aber sehr verbreitete Name des Gebietes Airin (あいりん地区 Airin Chiku) in Osaka. Das Viertel wird zum größten Teil von Tagelöhnern, Wohnungslosen und Armen bewohnt.
In Kamasaki kam es historisch regelmäßig zu Demonstrationen und kleineren Aufständen, zuletzt mit Bekanntgabe des Abrisses des "Airin Arbeitswohlfahrt Zentrums" (あいりん労働福祉センター Airin Rōdōfukushisentā) in 2019. Das Zentrum wurde im Zuge der Bekanntmachung für einen Monat von Anwohnern und AktivistInnen besetzt. Die Regierung der Stadt kündigte zeitgleich aber auch einen Neubau an, der 2025 vollendet werden soll.

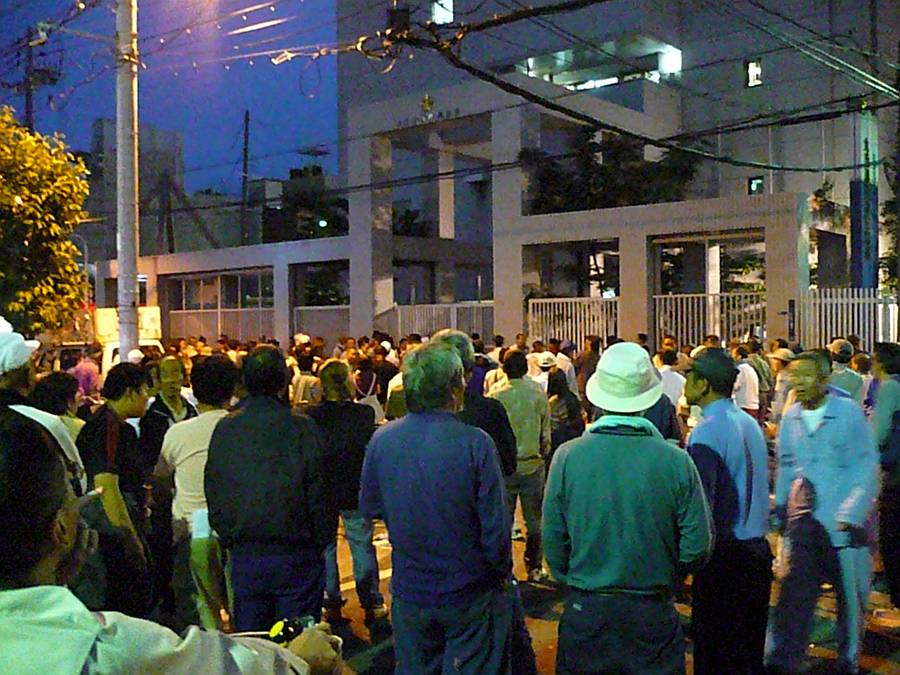
"Kamagasaki Riot"
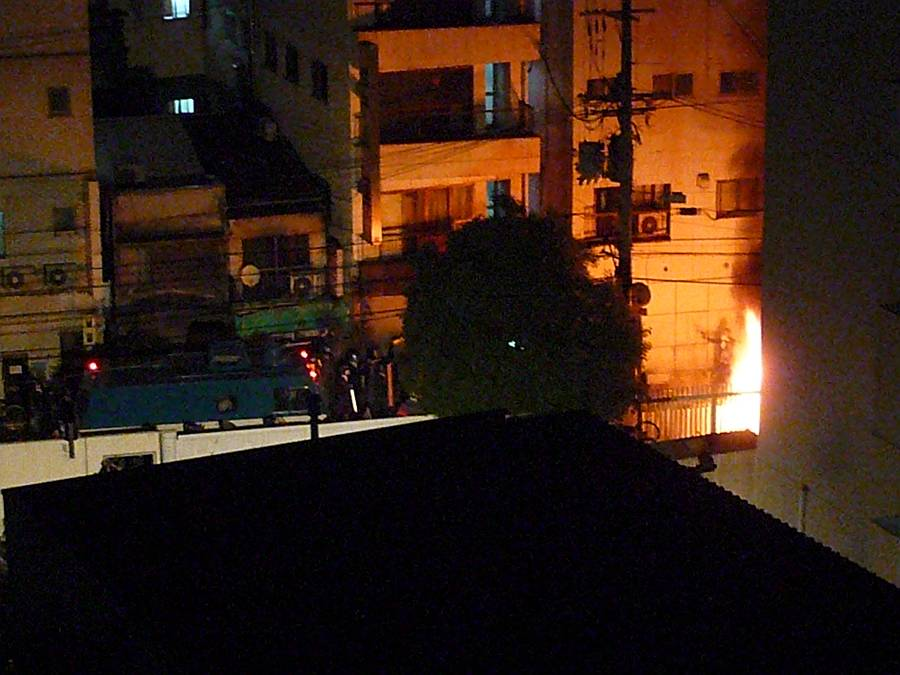
"Kamagasaki Riot"
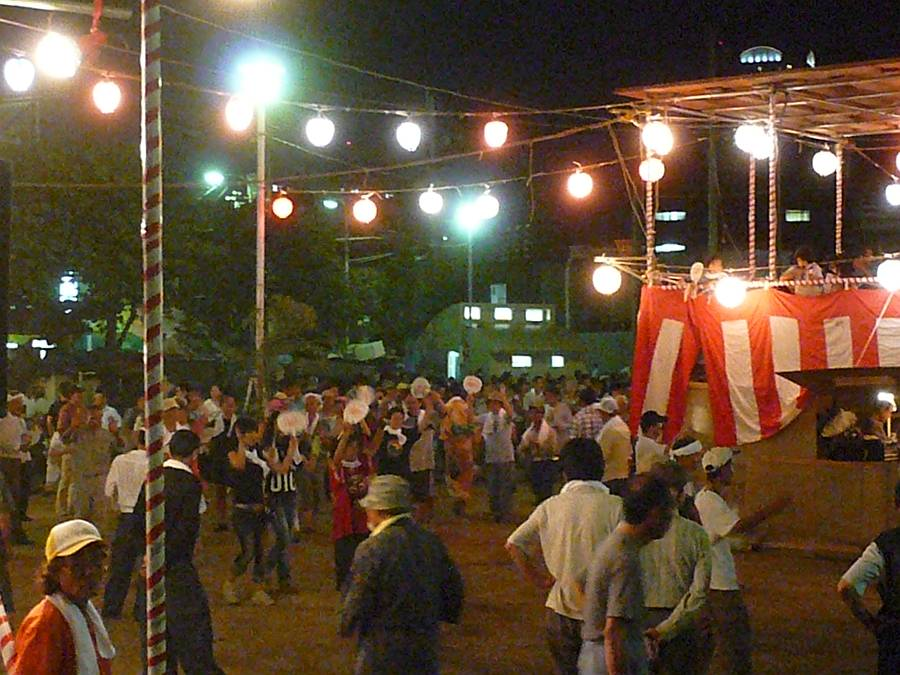
"Kamagasaki Summer Festival"